# A2DP
A2DP (англ. Advanced Audio Distribution Profile) — расширенный профиль передачи аудио; разработан для передачи двухканального (стерео) аудиопотока (например, музыки) по радиоканалу Bluetooth на какое-либо принимающее устройство (к беспроводной гарнитуре или любому другому устройству). 
Обычно различают два типа устройств:
- Передатчик (A2DP-SRC, Advanced Audio Distribution Source)
- Приёмник (A2DP-SNK, Advanced Audio Distribution Sink)

В качестве передатчика может быть, например, сотовый телефон или КПК, с которого стереозвук передаётся на Bluetooth-стереонаушники; дальнейшим применением этой технологии является беспроводная передача MP3-файлов с сотового телефона на музыкальный центр или автомагнитолу. 

Очень часто профиль A2DP идёт с поддержкой AVRCP для дистанционного управления передатчиком.
Пропускной способности канала Bluetooth недостаточно для передачи двухканального аудиосигнала приемлемого качества без сжатия. В A2DP-профиле применяются различные кодеки, сжимающие цифровой поток до пропускной способности Bluetooth-канала. Стандартом определён как минимум один низкокомпрессированный кодек — SBC (Subband Coding); дополнительные (MP3, AAC и т. д.)  — опционально (при установлении связи передатчик и приёмник согласуют кодек, который будет использован, а также параметры кодирования (битрейт, частоту дискретизации, и т. д.).
Качество передаваемого звука при использовании кодека SBC хуже, чем при использовании кодека MP3 со стандартными параметрами сжатия.

## ПоддерживаемыеОС
- Android: Поддержка с версии 1.5.[2]
- BlackBerry: Поддержка A2DP в ОС 4.2.
- iPhone и iPod touch: Все версии iOS поддерживают протоколы HFP и PBAP. В iOS 3.0 добавлена поддержка A2DP, ограниченно AVRCP и PAN для iPhone 3G/3GS и iPod Touch 2-го и 3-го поколения.[3] В оригинальном iPhone 2G bluetooth-чип имеет поддержку A2DP, но Apple не задействовала эту возможность в ОС. Однако, владельцы взломанных iPhone могут включить эту возможность через специальную программу.[4]
- Linux: Начальная поддержка A2DP была включена в BlueZ с версии 3.15.
- Mac OS X: Поддержка с версии 10.5 для компьютеров Mac с чипами Bluetooth.[5] Mac OS X 10.4 не поддерживает A2DP, но ограниченную поддержку можно получить с помощью стороннего программного обеспечения.[6]
- Motorola P2K: Motorola L9 на платформе P2K поддерживает профиль A2DP.
- Palm OS: A2DP не поддерживается, но можно активировать с помощью стороннего ПО.
- Palm webOS: A2DP поддерживается в Palm Pre.
- Sailfish OS: поддерживается.
- Symbian S60: Устройства с системой S60 3rd Edition FP1 (S60v3.1/Symbian 9.1) и выше поддерживают A2DP[7]
- UIQ: UIQ 3.0 (Symbian 9.1) и выше поддерживают A2DP.[7]
- Windows Mobile (ранее Pocket PC): Версия 4.0 и новее поддерживает через стек Widcomm. Версия 5.0 и новее (с AKU 2.0), другие, основанные на ядре Windows CE 5.0, полностью поддерживают A2DP при наличии соответствующего устройства.
- Windows XP: Не имеет нативной поддержки A2DP, но новые устройства Bluetooth и встроенные адаптеры обычно включают в себя поддержку A2DP.[8]
- Windows Vista: Не поддерживает A2DP по умолчанию, но стороннее ПО может добавлять эту поддержку даже без полной замены стандартного bluetooth-стека.[9][10]
- Windows 7: A2DP поддерживался в предварительных версиях Windows 7. Windows 7 Release Candidate и финальные релизы не поддерживают драйвер класса Bluetooth-audio.[11] Поддержка A2DP реализуется с помощью стороннего стека bluetooth.
- Windows 10: есть поддержка.